# António Correia de Campos
António Fernando Correia de Campos (* 14. Dezember 1942 in Torredeita, Viseu) ist ein portugiesischer Jurist und Politiker der Sozialistischen Partei. Er übte das Amt des Gesundheitsministers bereits in zwei verschiedenen Regierungen aus, sowohl unter António Guterres (2001–2002) als auch unter José Sócrates (2005–2008).

## Leben
António Correia de Campos schloss sein Jurastudium an der traditionsreichen Universität Coimbra mit der üblichen Lizenziatur (licenciatura) ab. Im Anschluss daran arbeitete er zunächst bis 1969 als „directeur d’Hôpital“ der École Nationale de la Santé Publique in Rennes, Frankreich. Seinen Master im Bereich der Öffentlichen Gesundheit (MPH) erwarb Correia de Campos 1978 an der School of Hygien and Public Health der Johns Hopkins University in Baltimore, USA. Seit 1982 arbeitet er als Hilfsprofessor an der Escola Nacional de Saúde Pública („Nationale Schule für öffentliche Gesundheit“) der Neuen Universität Lissabon. 
Seine Tätigkeiten im weiteren Berufsleben können als divers bezeichnet werden. Von 1987 bis 1991 war António Correia de Campos Präsident der Portugiesischen Vereinigung für Gesundheitswirtschaft, ebenso war er Mitglied der Wissenschaftskommissionen der Europäischen Konferenzen zu Gesundheitswirtschaft in Barcelona (1989) und Paris (1992). Zwischen Oktober 1992 und Dezember 1995 arbeitete er als Spezialist der Weltbank im Bereich der Gesundheitsverwaltung, von 1996 bis 1998 war er Präsident der Kommission für das Weißbuch der portugiesischen Sozialversicherung. Seit 1997 war er als Präsident des Instituto Nacional de Administração („Nationales Verwaltungsinstitut“) tätig. Von 2001 bis 2003 arbeitete er als Präsident des Wissenschaftsrates am European Institute of Public Administration in Maastricht, Niederlanden.
António Correia de Campos beteiligte sich bereits vor der Nelkenrevolution in politischen Bereichen. Ab 1966 war er technischer Berater im Gesundheitsministerium. Kurz nach der Revolution, als die neue Verfassung noch nicht verabschiedet war und die sogenannten Governos provisórios (Provisorischen Regierungen) regierten, übte in der V. Provisorischen Regierung das Amt des Staatssekretärs für Versorgung aus. Wenig später, von August 1979 bis Januar 1980, war Correia de Campos Staatssekretär im Gesundheitsministerium. Von 1991 bis 1992 war Correia de Campos Mitglied des portugiesischen Parlaments. Sein erstes Ministeramt übte António Correia de Campos in der zweiten Regierung Guterres vom 3. Juli 2001 bis zum 6. April 2002 aus.
Nach den vorgezogenen Parlamentswahlen im Februar 2005, bei denen die Portugiesischen Sozialisten erstmals eine absolute Mehrheit errangen, berief der designierte Premierminister José Sócrates Correia de Campos als neuen Minister für Gesundheit. In seiner Zeit als Gesundheitsminister war Correia de Campos aufgrund der rigiden Sparauflagen zu starken Kürzungen im Gesundheitsbereich gezwungen. Speziell seine Pläne für Schließungen zahlreicher Notarztdienste und Mutterkliniken insbesondere in ländlichen Bereichen wie Trás-os-Montes riefen zahlreiche Kritiker auf den Plan. Kritiker warfen Correia de Campos vor, mit seinen zahlreichen Sparmaßnahmen das öffentliche Gesundheitssystem Portugals auszuhöhlen. Letztendlich beschloss Premierminister Sócrates im Januar 2008 António Correia de Campos als Minister zu entlassen. Seine Nachfolgerin wurde die Leiterin der Kinderklinik von Almada, Ana Jorge.
Bei der Europawahl 2009 wurde Correia de Campos als einer von sieben Kandidaten der PS in das Europäische Parlament gewählt.
António Correia de Campos veröffentlichte zahlreiche Werke zur Gesundheitsverwaltung und -politik.